# Sengouagnet
Sengouagnet ist eine französische Gemeinde mit 225 Einwohnern (Stand 1. Januar 2022) im Département Haute-Garonne in der Region Okzitanien (zuvor Midi-Pyrénées). Die Einwohner werden als Sengouagnetois bezeichnet.

## Geographie
Umgeben wird Sengouagnet von den sieben Nachbargemeinden:
| Izaut-de-l’Hôtel | Aspet                                       | Milhas      |
| Juzet-d’Izaut    | Kompassrose, die auf Nachbargemeinden zeigt | Razecueillé |
| Arguenos         | Boutx                                       |             |

## Geschichte
Der Ort, der während des Ancien Régime zur Baronnie Aspet gehörte, unterstand lange der Herrschaft der Familie Encausse. 

## Bevölkerungsentwicklung
| Jahr                      | 1962 | 1968 | 1975 | 1982 | 1990 | 1999 | 2005 | 2010 | 2016 | 2019 |
| ------------------------- | ---- | ---- | ---- | ---- | ---- | ---- | ---- | ---- | ---- | ---- |
| Einwohner                 | 277  | 223  | 213  | 215  | 236  | 220  | 221  | 222  | 209  | 215  |
| Quelle: Cassini und INSEE |      |      |      |      |      |      |      |      |      |      |

## Sehenswürdigkeiten
- Kirche St-Michel, erbaut im 14. Jahrhundert